# Altice
Altice N.V. is een bedrijf actief op het gebied van telefonie en kabel. Het werd in 2002 opgericht door Patrick Drahi en is door overnames uitgegroeid tot een groot telecom- en kabelbedrijf actief in Europa; met name in Frankrijk. Na het afstoten van de Amerikaanse activiteiten werd op 12 juni 2018 de naam gewijzigd in Altice Europe N.V.. Vanaf januari 2021 heeft Patrick Drahi alle aandelen in handen en is de beursnotering van het aandeel gestaakt.

## Activiteiten
Het bedrijf biedt diensten aan op het gebied van telefonie en tv en internet via de kabel. In 2018 werd in Frankrijk circa twee derde van de totale omzet gerealiseerd, op grote afstand gevolgd door Portugal.
In januari 2014 ging het bedrijf naar de beurs en kreeg een notering aan Euronext Amsterdam. De beursgang geeft Altice meer financiële flexibiliteit om overnames te doen. Sinds de oprichting in 2002 tot de beursintroductie deed Altice 20 overnames, waarvan 13 in de laatste vijf jaar. De aandelen zijn tegen een koers van € 28,25 geïntroduceerd waarmee de totale beurswaarde uitkwam op 5,9 miljard euro.
Altice kocht het Franse bedrijf Numericable en voegde hier later een groot meerderheidsbelang in SFR aan toe. In december 2014 kondigde het aan Portugal Telecom over te nemen voor 7,4 miljard euro. In 2015 kreeg Altice hiervoor toestemming van de Portugese toezichthouder, onder voorwaarde dat het ONI en Cabovisão zou afstoten. Daarmee werd de overname een feit. Op 15 september 2015 maakte Altice bekend dat het ONI en Cabovisão zou verkopen aan Apax France.
Medio 2015 werd de structuur van het bedrijf gewijzigd, Altice SA ging op in het nieuwe Altice NV en het hoofdkantoor werd verplaatst van Luxemburg naar Amsterdam. Het was een transactie met gesloten beurzen; de samenvoeging werd in aandelen verrekend. Op hetzelfde moment werden A en B aandelen geïntroduceerd, de A aandelen hebben elk een stemrecht en de B aandelen 25. Drahi versterkte met deze transactie zijn grip op Altice. Next Alt SARL is de grootste aandeelhouder met een aandelenbelang van bijna 58%, maar met ruim 90% van het stemrecht. Drahi heeft een controlerend belang in dit laatste bedrijf.
Later in dat jaar richtte Altice zich ook op de Verenigde Staten. Op 21 december 2015 werd de overname van een belang van 70% in Suddenlink een feit. Suddenlink had ongeveer 1,6 miljoen klanten vooral in het zuiden en mid-westen van het land en realiseerde een omzet van ruim 2 miljard dollar. Verder deed Altice in datzelfde jaar een overnamebod op Cablevision Systems ter waarde van 17,7 miljard dollar, inclusief de uitstaande schulden van Cablevision. Cablevision had iets meer dan 3 miljoen klanten in de staten New York en New Jersey. Op 21 juni 2016 werd de transactie afgerond en werd Altice de vierde aanbieder van kabel TV in de VS. Eerder dat jaar poogde Altice Warner Cable over te nemen, maar dit mislukte.
Op 5 september 2016 lanceerde Altice een bod om de resterende 22% van de aandelen SFR ook over te nemen. Het bod was acht A-aandelen Altice voor vijf aandelen SFR en vertegenwoordigde een waarde van ongeveer 2,7 miljard euro. In oktober werd het bod van tafel gehaald na tegenstand van de Franse toezichthouder Autorité des marchés financiers (AMF).
In april 2017 maakt Altice bekend een aparte beursnotering aan te vragen voor de Amerikaanse activiteiten. Altice USA is gevormd na de acquisitie van Cablevision Systems en Suddenlink. Deze twee behaalden over 2016 een totale omzet van 9,2 miljard dollar en waren winstgevend. In juni kwam zo’n 20% van het kapitaal naar de beurs. Altice USA stond genoteerd aan de New York Stock Exchange met de ticker ATUS. Altice en de investeringspartners, Canada Pension Plan Investment Board en BC Partners, verkochten alle drie een deel van hun belang. Altice bleef meerderheidsaandeelhouder met een belang van 70,2% in Altice USA per ultimo 2017. Medio 2018 verdeelde Altice zijn belang van 67,2% in Altice USA onder de eigen aandeelhouders. Iedere aandeelhouder kreeg 0,4163 aandeel Altice USA voor elk aandeel Altice NV in zijn bezit. Deze aandelenherverdeling werd op 8 juni 2018 afgerond. Vier dagen later werd de naam Altice NV gewijzigd in Altice Europe NV.
Op 11 september 2020 deed Next Private, in handen van grootaandeelhouder Patrick Drahi, een bod op alle aandelen Altice Europe. Het bod was € 4,11 per aandeel waarmee de totale waarde van het bedrijf uitkwam op € 2,5 miljard. Drahi had vlak voor het uitbrengen van het bod al zo'n 77,6% van de aandelen in handen. Het bod kreeg veel negatief commentaar van de minderheidsaandeelhouders die met rechtszaken dreigden. Onder druk verhoogde Next Private op 16 december 2020 het bod naar € 5,35 per aandeel waarmee de zaken bij de rechter werden ingetrokken. Op 22 januari 2021 deed Next Private het bod op Altice Europe gestand en op 26 januari 2021 verdween het aandeel van de beurs.
Nadat de overname was afgerond, zijn de Europese activiteiten opgedeeld in drieën: Altice France, Altice International en Altice Pay TV. Na de splitsing is Altice France, hoofdzakelijk SFR, het grootste bedrijf van de drie geworden, gevolgd door Altice International. Binnen Altice International is Portugal de belangrijkste markt, gevolgd door Israël en de Dominicaanse Republiek. Hier is ook Teads, een mediabedrijf met voornamelijk advertentie-inkomsten, ondergebracht. Altice International had in 2020 een omzet van iets meer dan vier miljard euro.

### Resultaten

Altice: Omzet, EBITDA, Nettoresultaat 2010-2018

Altice: Nettoresultaat 2010-2018

Door de vele acquisities is de omzet van Altice sinds 2010 sterk toegenomen. De EBITDA-marge was over deze jaren relatief stabiel en lag rond de 40% van de omzet. De nettoresultaten laten grote schommelingen zien en waren niet altijd positief. Om de vele overnames te financieren leende Altice veel geld; eind 2017 had het meer dan € 50 miljard aan schulden op de balans staan. In 2017 profiteerde het bedrijf van een extreem grote eenmalige belastingmeevaller ter waarde van € 2,5 miljard. Het resultaat vóór belastingen verslechterde in 2017 ten opzichte van 2016, maar desondanks kwam het verlies in 2017 fors lager uit.
| Jaar      | Omzet  | EBITDA | Nettoresultaat |
| --------- | ------ | ------ | -------------- |
| 2010      | 167    | 48     | 48             |
| 2011      | 784    | 298    | 162            |
| 2012      | 1092   | 403    | -190           |
| 2013      | 1287   | 518    | 50             |
| 2014      | 3935   | 1476   | -552           |
| 2015      | 14.484 | 5394   | -243           |
| 2016      | 20.756 | 8086   | -1862          |
| 2017      | 23.500 | 9413   | -195           |
| 2017 p.f. | 15.152 | 4650   | -259           |
| 2018      | 14.255 | 5551   | -205           |
| 2019      | 14.796 |        | 291            |

## Boetes
In november 2016 kreeg Altice een boete van € 80 miljoen van de Franse mededingingsautoriteit Autorité de la concurrence. Altice kreeg de boete omdat het bedrijf in 2014 te snel was begonnen met de integratie van SFR terwijl het had moeten wachten op de definitieve toestemming van de toezichthouder. Altice was zich van geen kwaad bewust, maar besloot het besluit niet aan te vechten en de boete te betalen.
In april 2018 kreeg Altice een boete van € 124,5 miljoen. Het bedrijf had de Europese Commissie (EC) in februari 2015 op de hoogte gesteld van zijn overnameplannen van PT Portugal en op 20 april 2015 ging de EC onder voorwaarden akkoord. Altice had echter voor het verkrijgen van de toestemming al diverse maatregelen bij de Portugese telecomaanbieder genomen die in strijd waren met de Europese regels. De overname zelf stond niet ter discussie. In juli 2018 ging Altice in beroep. Op 22 september 2021 volgde de uitspraak in hoger beroep, het eerdere oordeel bleef nagenoeg ongewijzigd maar Altice kreeg een kleine korting van 5% op de boete.